# Гатіне-Анжу
Дім Гатіне-Анжу (фр. Maison de Gâtinais-Anjou) або Дім де Шато-Ландон (фр. Maison de Château-Landon) — французький знатний рід, представники якого були графами Анжу, Мена, Тура, а також герцогами Нормандії і Бретані. Разом з домом Інгельгерінгів дім Гатіне-Анжу часто об'єднують в Перший Анжуйський Дім (фр. Première maison d'Anjou). У XII столітті дім розділився на дві гілки — старшу, більше відому як династія Плантагенетів, представники якої були королями в Англії, і молодшу, представники якої правили в Єрусалимському королівстві.